# Albatrellus avellaneus
Albatrellus avellaneus är en svampart som beskrevs av Pouzar 1972. Albatrellus avellaneus ingår i släktet Albatrellus och familjen Albatrellaceae.   Inga underarter finns listade i Catalogue of Life.